# 立川宗保
立川 宗保（たちかわ むねやす、1913年6月15日 - ?）は、日本の農林官僚。農林省蚕糸局長等を務め、退官後は農業機械化研究所理事長、日本蚕糸事業団理事長、日本食糧倉庫株式会社社長、大日本蚕糸会会頭等を歴任。

## 経歴
鹿児島県生まれ。串木野市（いちき串木野市）出身。旧制鹿児島県立第二鹿児島中学校（現鹿児島県立甲南高等学校）を経て、1932年第七高等学校造士館文科卒業。1937年東京帝国大学法学部法律学科卒業。同年農林省に入省し、馬政局、食糧管理局、企画院、興亜院、大東亜省等に勤務。1945年食糧管理局外地課長となり、以降農林省総務局経済課長、群馬県経済部長兼農地部長、農林省農地局経済課長、食糧庁総務部企画課長、大臣官房文書課長、水産庁漁政部長、水産庁生産部長、農地局管理部長、農林大臣官房参事官を経て、1958年8月農林経済局統計調査部長就任（同年9月農林水産技術会議事務局研究調整官併任）。1960年12月農林省蚕糸局長就任。1962年6月農林水産技術会議事務局長に就き、9月に退官。1962年10月農業機械化研究所理事となり、1965年10月から農業機械化研究所理事長。1969年日本蚕糸事業団理事長に就く。1972年から日本食糧倉庫株式会社常務、1974年から日本食糧倉庫株式会社社長。その他、大日本蚕糸会会頭、全国食糧保存協会会長、中央蚕糸協会会長を務めた。